# ドラえもんのどら焼き屋さん物語
『ドラえもんのどら焼き屋さん物語』（ドラえもんのどらやきやさんものがたり）はカイロソフトより配信されたゲームソフト。2024年8月28日よりNintendo Switch版、同年9月23日からスマートフォン（iOS/Android）版がそれぞれ配信開始。PC（Steam配信）版は2024年12月9日、Xbox版とPC（MSStore配信）版が2025年1月16日に配信、PlayStation版が2025年1月17日に配信。

## 概要
『ドラえもん』などの藤子・F・不二雄原作のキャラクターが登場する経営シミュレーションゲームであり、ドラえもんたちとどら焼きなどのお菓子を作って、自分だけのどら焼き屋を作る。また、大長編ドラえもんや別の藤子F作品の世界ともつながり、客として店を訪れるようになったりイベントも発生する。
2023年10月4日に行われた藤子・F・不二雄 生誕90周年 企画発表会で本作の制作が発表された。
なお、2024年10月1日より本作の動画による収益を得ることができなくなる。

## ゲーム内容
ある日、のび太の家の近くでどら焼き屋がオープンするという情報を得たことから、ドラえもんとのび太は店の前まで駆け付けるも店はオープンしておらず、店主のおじいさんが閉まったシャッターの前で一人佇んでいた。事情を聞くと手を怪我した為、どら焼き屋をオープン出来なかったという事から、のび太はドラえもんの道具の力を借り、おじいさんの手が治るまで手伝う形でどら焼き屋をオープンする。やがてオープンしたどら焼き屋を見に来たしずか、スネ夫、ジャイアンもお手伝いに加わり、いつものドラえもんのメンバーでどら焼き屋を経営していく。

### 食材探し
「どこでもドア」を入手する事で選択可能。キャラ一人を各ステージに探索させることで、落ちている材料を獲得することができる。アイテム獲得の他、他の世界を繋げるための本を拾ったり、藤子・F・不二雄のマンガ作品のキャラクターに遭遇する事があり、遭遇したキャラと同じ作品のキャラクターを「お客さん」として店に迎えていれば、遭遇したキャラをお客さんとして迎えることが出来る様になる。ただし探索しているキャラの「探索レベル」が低い場合、本を拾えないほか、キャラクターに遭遇しても会話する事が出来ない。

### 新商品開発
食材探しで見つけた特定の食品を組み合わせる事で、新商品を作ることが出来る。商品作成後はパーツを組み合わせて飾り付けをすることが出来、上手く組み合わせると商品の値段が上がるほか、和菓子検定にて高得点を獲得できる。なお、作った商品はそのベースの棚を店内に設置しないと売る事が出来ない。

### 建築
どら焼き屋の内装を建築する。座席の他、商品のベース棚、施設などを配置できる。座席は配置した際に周りの建築物の影響を受け、周りの建築物と同じジャンルのタイプの座席に変化する。

### 検定
審査員を店に招待し、おもてなしをする。店のランクを上げるための達成条件の一つ。審査基準は主に客数、新商品の飾りつけ、座席の魅力レベルなどが影響する。

### コンテスト
各駄菓子に存在する、それぞれ下級・中級・上級に分かれているお菓子コンテスト。店のランクを上げるための達成条件の一つ。

### ランク
どら焼き屋のランク。店の売り上げを伸ばす、お客さんの数を増やす、検定に合格する、コンテストで入賞するなどするとランクを上げることが出来る。ランクが上がった際は「ひろがりポンプ」の使用数が一つ増え、敷地を広くすることが出来る。

### お願い
店に訪れる客から依頼を受ける形で行われるミッション。依頼を受けるには金またはFポイントが必要。依頼内容に沿ったお客さんを派遣したり、力試しを挑んできたお客さんに、ドラえもんメンバーから一人を選出し、戦うなど、内容は様々。また、食材探しの先に風船に括りつけられた手紙から依頼を受けるパターンもある。

### トレーニング
ドラえもんメンバーの「探索レベル」を上げる事が出来る。トレーニング内容は綺麗なジャイアン、目でピーナッツを食べるのび太など、原作の小ネタが随所に仕込まれている。

### リサイタル
店内に空き地を設置する事でトレーニングから選択できる、ジャイアン専用のコマンド。ジャイアンの歌声で客を洗脳させ、駄菓子の購入数を増やすことが出来るが、リサイタル中はジャイアンが普段担当している仕事が出来なくなるほか、店の評価が下がってしまうリスクがある。

### ひみつ道具
未来デパートで購入できる、ドラえもんの道具。効果は店の手伝い、設置する事で土地のポイントを上げる、トレーニングの数を増やす、お客さんの願い事を叶える為の必要条件など様々。商品を購入する、店のランクを上げること等で、商品の品揃えが増えていく。

### 他の世界
食材探しをした際に本を拾う、特定のひみつ道具を購入するなどの条件を満たした際に発生するイベント。のび太とドラえもんが他の藤子・F・不二雄作品のキャラクターに出会い、条件を満たせばお客さんとして店に迎える事が出来る。出会える藤子・F・不二雄作品のキャラクターは『キテレツ大百科』『パーマン』『エスパー魔美』などの代表作品のみならず、『ヒョンヒョロ』『ミノタウロスの皿』などのSF短編集、『山びこ剣士』『ぞうくんとりすちゃん』などマニアックな作品のキャラクターも登場する。

## 反響
発売直後からゲーム実況者やVTuberなどが実況動画を相次いで配信したことで話題を呼んだこともあり、本ゲームはNintendo Switchのダウンロードソフトランキングで1位を獲得したことが2024年9月3日に明らかとなった。
2024年10月にはタレントの伊集院光が自身のレギュラーラジオ『伊集院光 深夜の馬鹿力』（TBSラジオ）や、『伊集院光＆佐久間宣行の勝手にテレ東批評』（テレビ東京）などで取り上げて話題となった。また、同番組に出演している佐久間宣行も伊集院に紹介された後にプレイし、ハマってしまった事を翌週の放送で話題にしていた
2025年3月15日発表のKADOKAWA Game Linkage主催「ファミ通・電撃ゲームアワード2024」では、ファミ通・電撃特別賞を受賞した。

## 評価
ゲームライターの渡邉卓也は、本作が発売から間もなく反響を呼んだ理由として、開発陣に熱心な藤子・F・不二雄のファンがいたことや、カイロソフトによる経営シミュレーションのシステムがキャラクターゲームとの相性が良かった点を挙げている。